# Ghulam Bibi Bharwana
Ghulam Bibi Bharwana (en langue ourdou : فردوس عاشق اعوان) est une femme politique pakistanaise, née le 5 mai 1977. Députée de l'Assemblée nationale depuis 2002, elle est successivement membre de la Ligue musulmane du Pakistan (Q), pour laquelle elle est ministre d’État à l’Éducation de 2004 à 2007, puis de la Ligue musulmane du Pakistan (N) et du Mouvement du Pakistan pour la justice depuis 2018.

## Études
Ghulam Bibi Bharwana est née le 5 mai 1977, de son père Mehr Muhammad Iqbal et sa mère Saleem Bibi. Cette dernière, née le 1er janvier 1957 à Jhang, est élue députée de l'Assemblée provinciale du Pendjab en 2018. Elle est membre du clan Bharwana, au sein de la tribu Sial, implanté dans le district de Jhang. 
Bharwana est diplômée du Lahore College for Women où elle obtient un Bachelor of Arts puis un Bachelor of Laws de l'Université du Pendjab.

## Carrière politique
Ghulam Bibi Bharwana commence sa carrière politique quand elle est élue députée de l'Assemblée nationale lors des élections législatives de 2002, sous l'étiquette de la Ligue musulmane du Pakistan (Q). Elle remporte la seconde circonscription de Jhang avec 44 % des voix. Âgée de seulement 25 ans, elle n'a pas encore terminé ses études. En septembre 2004, elle est nommée ministre d’État à l’Éducation et est la plus jeune ministre du gouvernement de Shaukat Aziz. Elle est alors sous la responsabilité de la ministre fédérale de l’Éducation, Zubaida Jalal Khan.   
Alors que son parti subit une défaite, elle est réélue sous la même étiquette et dans la même circonscription lors des élections législatives de 2008, avec 52,7 % des voix. Peu avant les élections de 2013, elle quitte son parti et rejoint son rival la Ligue musulmane du Pakistan (N). Elle est réélue avec 50,8 % des voix.
En mai 2018, elle quitte la ligue pour rejoindre le Mouvement du Pakistan pour la justice. Sous cette étiquette, elle est réélue lors des élections de 2018 pour la quatrième fois députée de Jhang avec 39,6 % des voix.
Lors des élections sénatoriales de 2021, elle est soupçonnée par les proches du Premier ministre Imran Khan d'avoir voté en faveur du candidat de l'opposition Youssouf Raza Gilani, en violation de la discipline de parti. Elle a dénié ces allégations. 